# Donatus, Landgraf de Hesse
Donatus, Prinț și Landgraf de Hesse (Heinrich Donatus Philipp Umberto; n. 17 octombrie 1966) este fiul cel mare și succesorul aristocratului german Moritz, Landgraf de Hesse și a soției sale, Prințesa Tatiana de Sayn-Wittgenstein-Berleburg. Strănepot al regelui Victor Emanuel al III-lea al Italiei, el a fost numit după Georg Donatus, Mare Duce de Hesse. El este, de asemenea, stră-stră-strănepot al reginei Victoria pe linie paternă (mama bunicului său Philipp, Landgraf de Hesse, Prințesa Margareta a Prusiei, a fost nepoata reginei Victoria). Donatus, Prinț și Landgraf de Hesse este văr de gradul trei cu regina Elisabeta a II-a a Regatului Unit.